# 罗讷河上的星夜

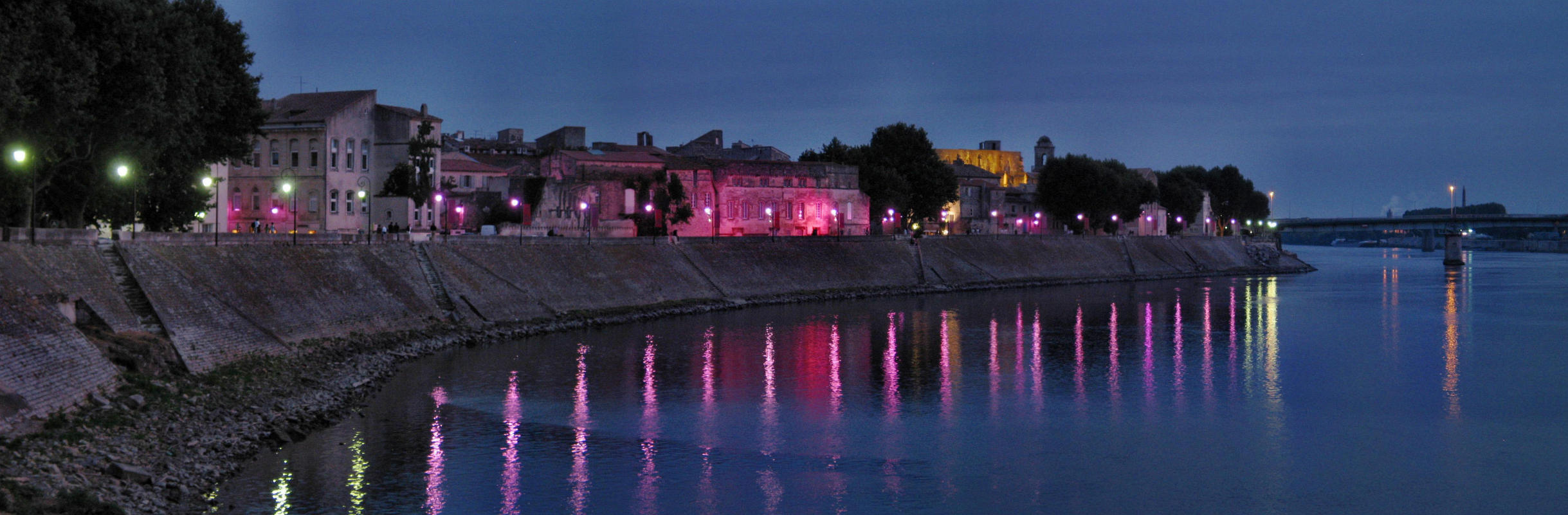
同一地点在2008年的夜景

《罗讷河上的星夜》（Starry Night Over the Rhône）是荷兰后印象派画家文森特·梵高于1888年创作的著名油画。显示了法国南部城市阿尔勒的罗讷河上的夜景。该画现藏于法国巴黎的奥塞美术馆。

## 背景
《隆河上的星夜》這幅畫作創作於隆河畔，距離梵谷當時租住的拉馬丁廣場黃房子步行僅一兩分鐘。夜空和夜晚的光線效果為梵谷一些著名畫作提供了主題，包括《夜晚露天咖啡座》（創作於同月早些時候）和1889年6月在聖雷米創作的油畫《星夜》。
《隆河上的星夜》的草圖包含在梵谷1888年10月2日寫給他的朋友尤金·博赫（Eugène Boch）的一封信中。
《隆河上的星夜》現藏於巴黎奧賽博物館，於1889年在巴黎獨立藝術家協會的年度展覽中首次展出。該畫作與梵谷的《鳶尾花》一起展出，後者是文森特·梵高的兄弟提奧添加的，儘管文森特·梵高曾提議將他的一幅來自阿爾勒公共花園的畫作也納入其中。

## 类似作品
- 星夜